# Sister (S!sters-dal)
A Sister (magyarul: Testvér) S!sters német duó dala, mellyel Németországot képviselik a 2019-es Eurovíziós Dalfesztiválon, Tel-Avivban.

## Eurovíziós Dalfesztivál
A dalfesztiválon való indulás jogát a német közszolgálati televíziós csatorna, az NDR Unser Lied für Israel című nemzeti döntőjén nyerték el.
Mivel Németország tagja az automatikusan döntős „Öt Nagy“ országnak az Eurovíziós Dalfesztiválon a dal csak a május 18-i döntőben versenyez, de az második elődöntő május 15-én rendezett zsűris főpróbáján is előadják.

## Külső hivatkozások
- Dalszöveg (angol nyelven)
- A dal előadása az Unser Lied für Israel döntőjében. YouTube-videó, Eurovision Song Contest, 2019. február 22.